# Movimento per l'estinzione umana volontaria
Il Movimento per l'estinzione umana volontaria (dall'inglese Voluntary Human Extinction Movement, da cui l'acronimo VHEMT pronunciato vehement, ovvero veemente in italiano) è un movimento internazionale che sostiene l'estinzione volontaria della specie umana, ovvero la teoria filosofica dell'antinatalismo.

## Caratteristiche
(Motto del movimento VHEMT)

Scopo del movimento è sensibilizzare l'opinione pubblica sulla necessità dell'estinzione volontaria e pacifica della specie umana come soluzione alla distruzione irreversibile dell'ecosistema terrestre: in questi termini, viene evidenziato come l'«alternativa all'estinzione di milioni di specie vegetali ed animali è l'estinzione volontaria di una sola specie: l'Homo sapiens… la nostra estinzione». Rigettando le frequenti accuse di misantropia, cinismo o sadismo, il VHEMT vuole porre in evidenza questa semplice alternativa umanitaria ai disastri che colpiscono le persone e la biosfera, proponendo una speranza concreta per un futuro sostenibile, sottolineando che 
(dalla sezione italiana VHEMT.org)
Essendo un'iniziativa culturale e filosofica, la decisione di far o meno parte del movimento è un mero «stato mentale», possibile attraverso due approcci:
- Volontario: persona che sostiene la posizione dell'estinzione umana volontaria rinunciando ad avere figli, o non avendone più altri se già genitore
- Simpatizzante: persona che riconosce l'irresponsabilità di diventare genitore nell'attuale periodo storico, ma non ritiene necessaria l'estinzione della specie umana.[5]

Il logo del VHEMT è rappresentato dalla lettera V di Voluntary, coperta dall'immagine della Terra, come invito alla diffusione universale delle idee del movimento. La Terra vi è rappresentata capovolta, per indicare il ribaltamento del senso comune, la necessità di un cambiamento radicale e la sensazione di angoscia per l'attuale squilibrio ecologico.
Non esiste un vero e proprio fondatore, ma, in genere, viene riconosciuto come portavoce Les U. Knight, a cui si deve l'aver coniato la sigla che identifica chi abbia maturato questa scelta. Il sito ufficiale del movimento è attivo dal luglio del 1996, con traduzioni in 15 lingue. Knight è stato spesso intervistato da numerosi media cartacei, radiofonici e televisivi statunitensi come San Francisco Chronicle, Fox News, MSNBC.
Il settimanale londinese The Economist, in un editoriale molto controverso, ha sostenuto la teoria nell'eventualità di un futuro non prevedibile.
Nel quadro intellettuale di riferimento figurano varie personalità e figure come Paul R. Ehrlich (dell'Optimum Population Trust), David Benatar,, Richard Stallman e Serge Latouche.

## La posizione del VHEMT sulla sterilizzazione obbligatoria

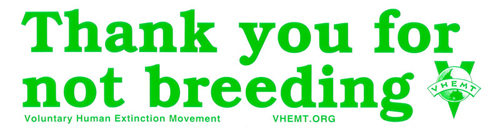
Thank you for not breeding (grazie per non riprodurti) e logo del movimento: slogan del VHEMT distribuito come adesivo per automobili

Per quanto il Movimento per l'estinzione umana volontaria proponga appunto, già nel nome stesso, la volontarietà e dunque la libera scelta, dell'opzione non procreativa e dell'eventuale intervento chirurgico capace di ottenere questo risultato, considerando dunque la scelta elettiva quella di una persuasione culturale, pure non mancano, in seno al Movimento stesso, frange più estremiste, disposte a prendere in considerazione anche l'opzione dell'uso della forza (sterilizzazione obbligatoria), per raggiungere il risultato dell'affrancamento della (o dalla) specie.
Si tratta, allo stato dei fatti, in tutta evidenza, di un puro e utopico esercizio accademico, ma occorre comunque rilevare che, in questo caso, non si potrebbe parlare di eugenetica, cioè del fine ideologico di una buona e selettiva generazione, quanto, piuttosto, di agenetica, cioè totale assenza di generazione, ciò stante la convinzione, da parte del VHEMT stesso, che qualunque generazione umana sarebbe comunque un atto contrario tanto all'essere umano stesso, quanto all'equilibrio ecologico naturale.
Quest'opzione estrema viene presentata, nel sito del Movimento, accompagnata dall'elencazione dei seguenti "pro" e "contro":
ProLa privazione del diritto a riprodursi è ritenuta preferibile alla concessione dell'esercizio d'un diritto d'ignoranza, che condannerebbe un nuovo essere umano al giogo dell'esistenza, implicante il suo sfruttamento, la sua sofferenza e la sua morte. Pieno controllo politico, e quindi garanzia di un tasso di natalità ridotto al di sotto del tasso di mortalità.
ControMetodo dittatoriale. Non rispetta la libertà altrui. Richiede un controllo che rischia di essere politicamente impraticabile sulla maggior parte della popolazione mondiale. Una sterilizzazione globale ha elevati costi. Creerebbe altri potenziali problemi, come un rischio d'infanticidio ("porre rimedio" quando il bambino sia già nato), d'un mercato nero dei neonati da parte dei più abbienti, d'un genocidio indiretto delle etnie maggiormente controllabili. Vi sarebbe anche la necessità di pianificare politiche palliative per i superstiti.